# Резолюция 137 на Съвета за сигурност на ООН
Резолюция 137 на Съвета за сигурност на ООН е приета на 31 май 1960 по повод овакантеното след смъртта на съдия сър Хърш Лаутърпахт място в Международния съд.
Като отбелязва със съжаление кончината на съдия Лаутърпахт на 8 май 1960 г., Съветът за сигурност отбелязва, че вследствие на това едно от местата в Съда остава овакантено до края на мандата на покойния, поради което това овакантено място трябва да бъде запълнено съгласно Статута на Международния съд. Като подчертава, че съгласно чл. 14 от Статута на Международния съд изборът на нов съдия трябва да бъде насрочен от Съвета за сигурност, Съветът постановява, че изборът на нов член на Международния съд, който ще заеме мястото на починалия съдия, ще се проведе по време на петнадесетата редовна сесия на Общото събрание на ООН.
Резолюцията е приета, без да бъде подлагана на гласуване.